# شون بروير
شون بروير (بالإنجليزية: Sean Brewer)‏ هو لاعب كرة قدم أمريكية أمريكي، ولد في 5 أكتوبر 1977 في ريفرسايد في الولايات المتحدة.

## وصلات خارجية
- شون بروير على موقع مرجع كرة القدم المحترفة.كوم (الإنجليزية)
- شون بروير على موقع قاعة ميسيسيبي للمشاهير الرياضية (الإنجليزية)